# Bátka
Bátka (szlovákul Bátka) község Szlovákiában, a Besztercebányai kerület Rimaszombati járásában. Alsó- és Felsőbátkát 1906-ban egyesítették.

## Fekvése
Rimaszombattól 11 km-re keletre, a Balog-patak jobb partján található.

## Élővilága

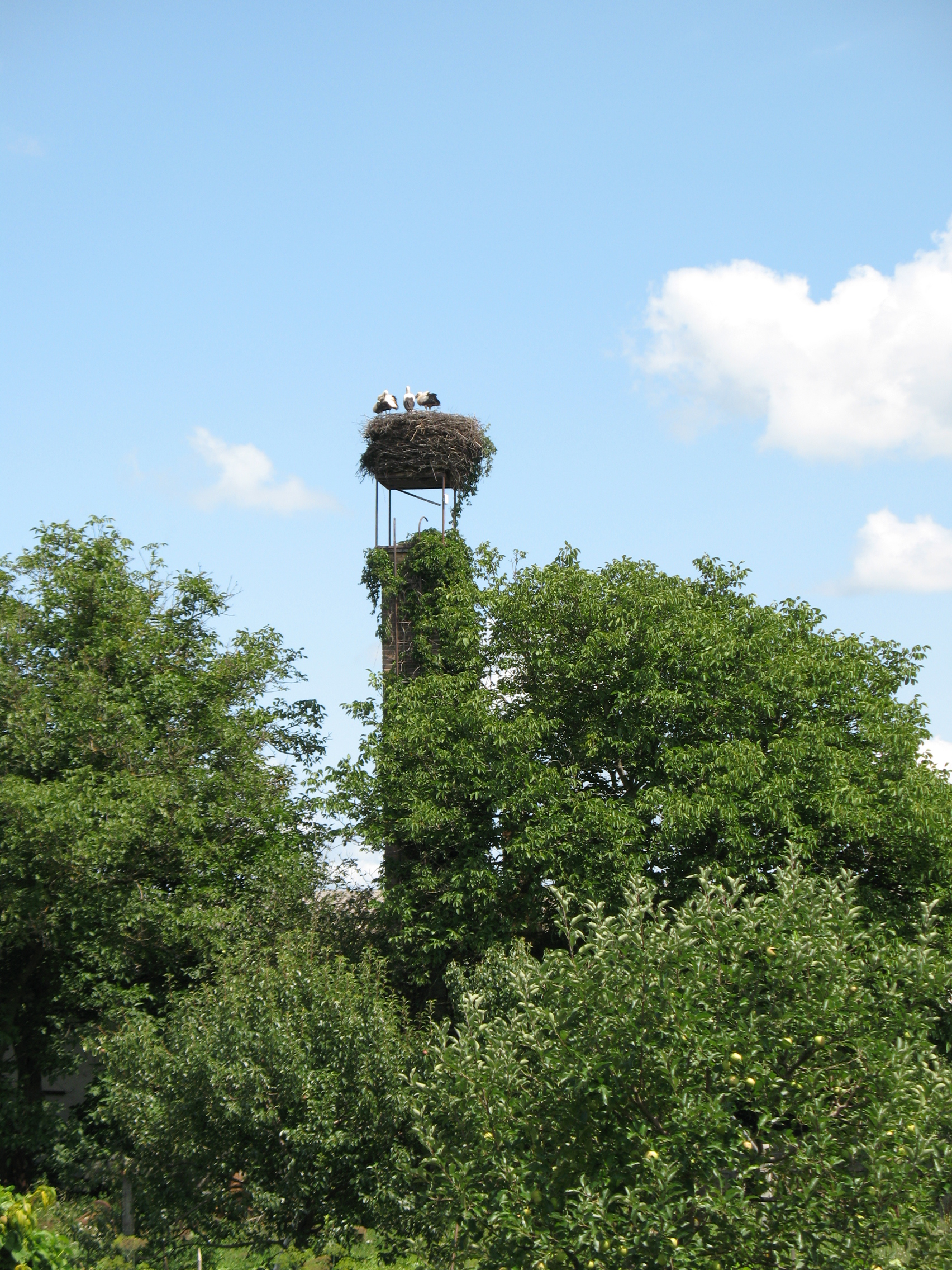
Gólyafészek 2012-ben
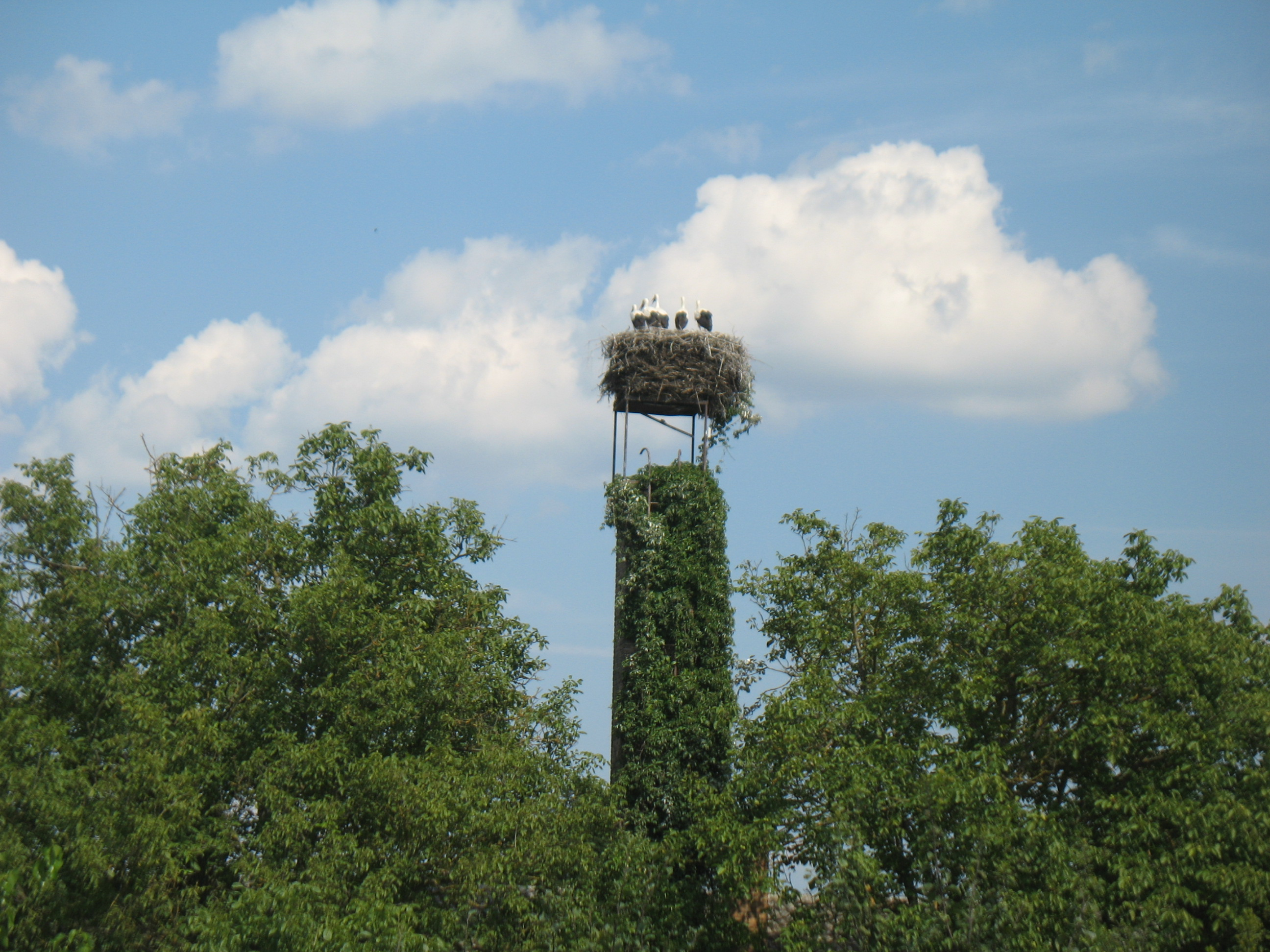
2014
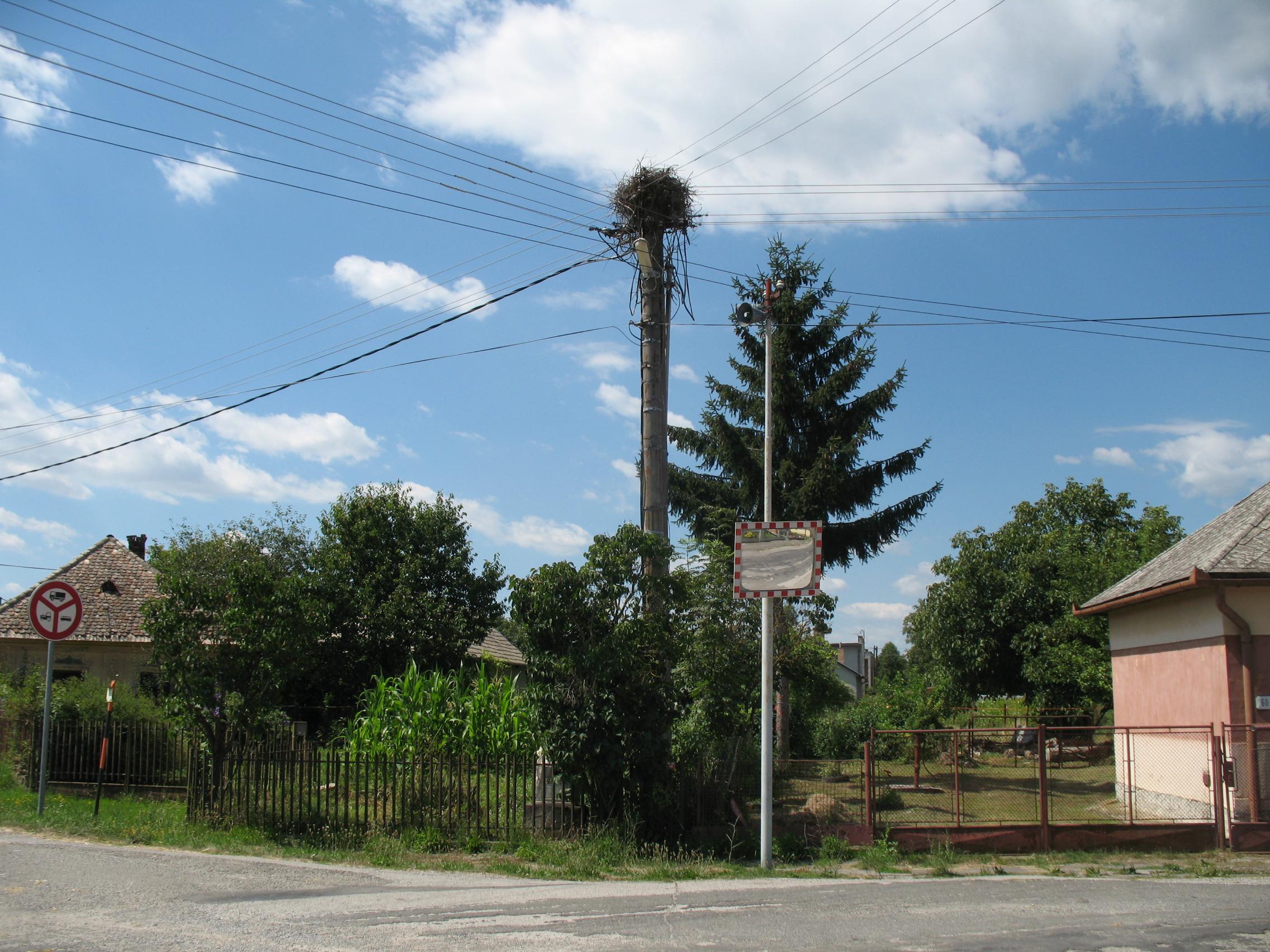
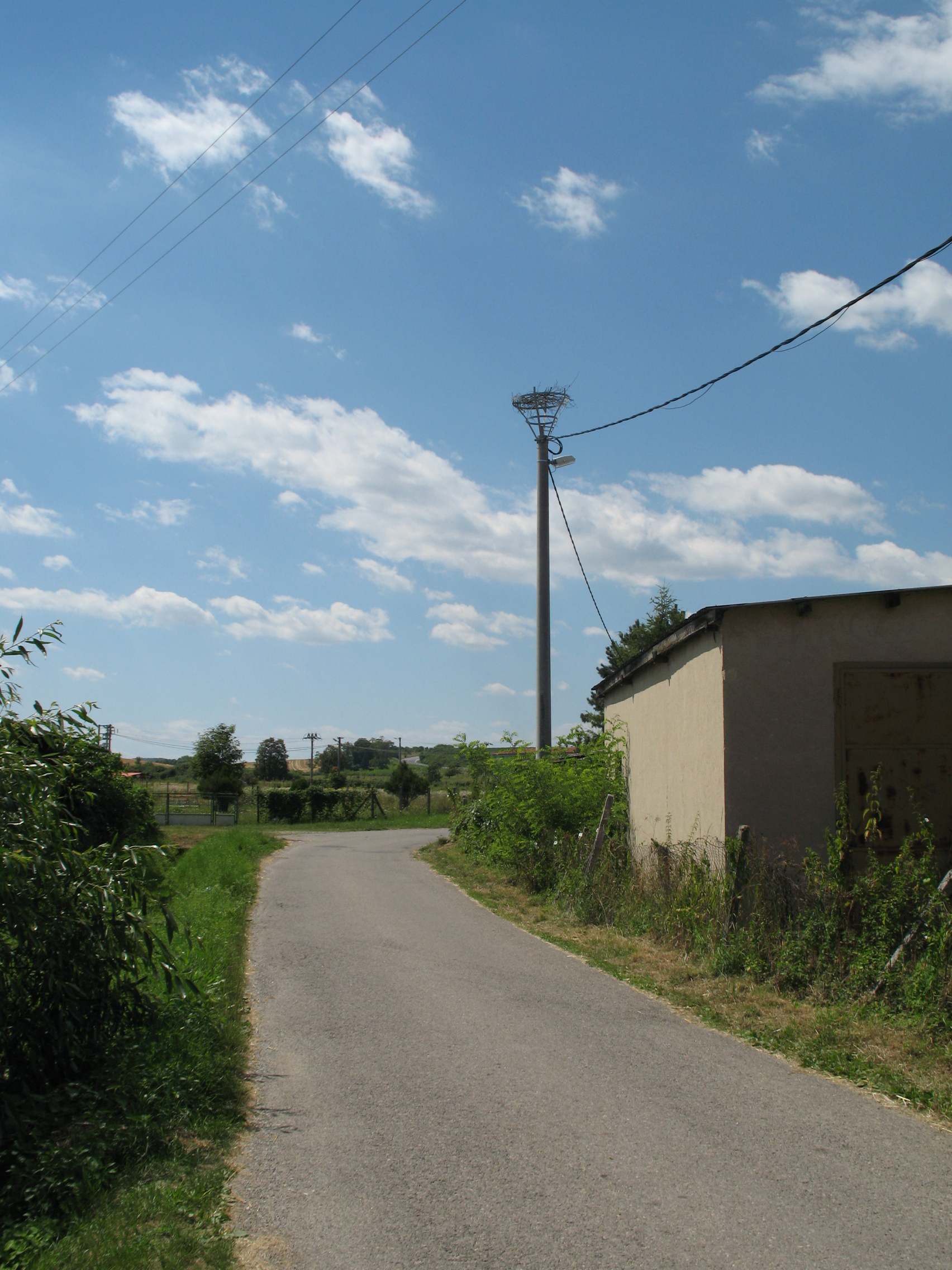
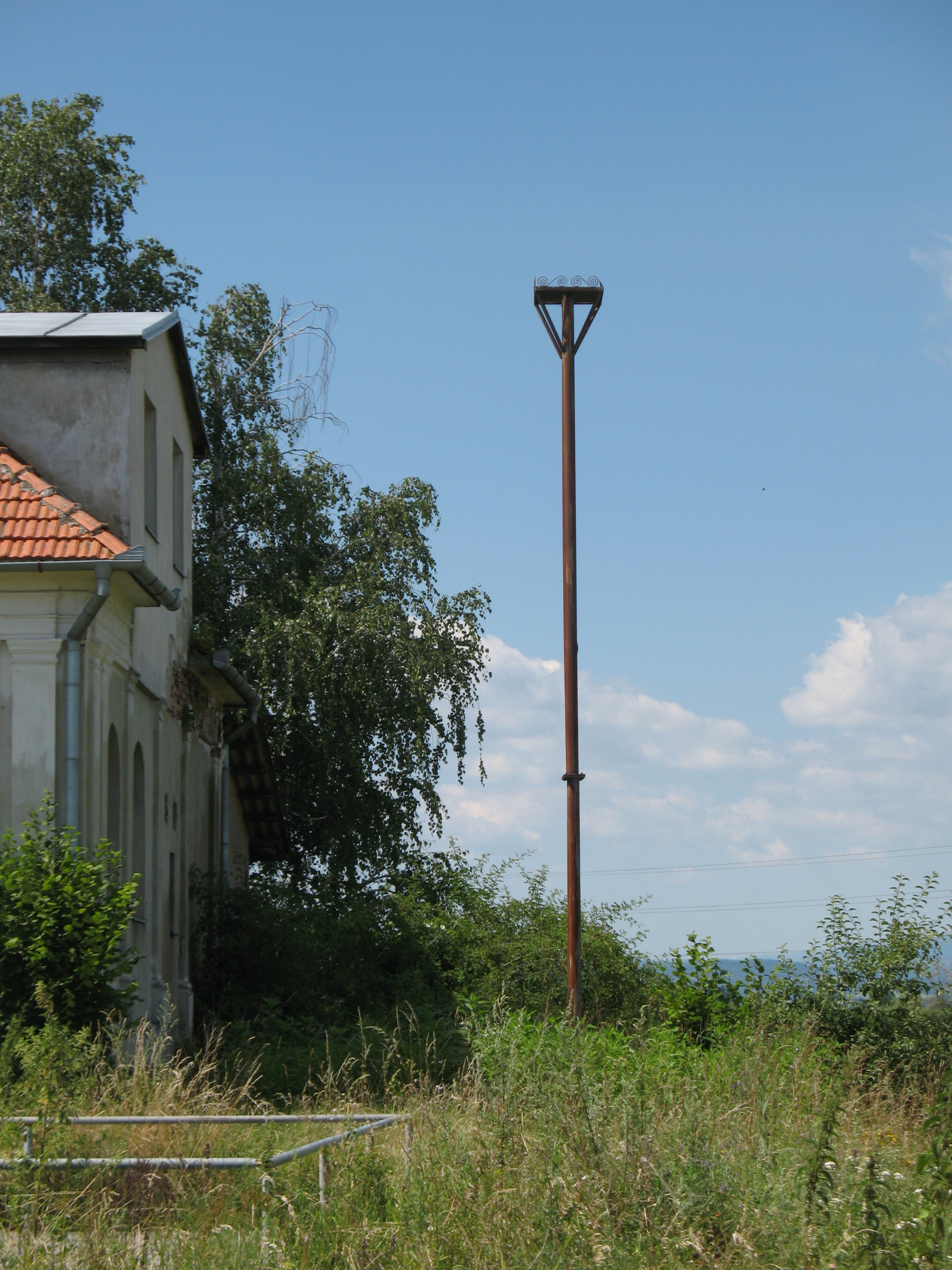

A faluban régóta fészkelnek gólyák. Egykor a Bornemissza-kúria kéményén is volt fészek (1925-ben). 2012-ben a kéményen lévő fészekben 3 fiókát számoltak össze, 2013-ban nem költöttek, 2014-ben viszont 4 fiókát számoltak össze. Ezenkívül több fészekalátét is van a faluban.

## Története
1294-ben említik először, de a település valószínűleg már a 11. században is megvolt. Felsőbátka 1294-ben keletkezett azon a területen, melyet Tumbold Krispin kapott adományként. Első említése 1341-ben történt. 1414-ben Alsóbátkát „Also Bathka", Felsőbátkát „Felseubathka" néven találjuk. A birtokos Bátky családot 1294-től említik az oklevelek. Alsóbátka családjai közül 1389-ből a Myke család, 1550-ből pedig a Csont, Fejes, Gál, Mács, és Szívos család ismert. A felsőbátkai családok közül a Vass családot érdemes említeni. Alsóbátkában kevés nemes volt, itt főleg jobbágyok éltek, közülük emelkedett a nemesek közé a Szívos-család, akiknek I. Lipót király 1690-ben nemességet adott. Alsóbátkában hosszabb ideig a Kállay, Bakos, Szentmiklósi és Bornemissza családnak voltak birtokai. Felsőbátka ezzel szemben úgynevezett kuriális falu volt, ahol jobbágyság alig élt, hanem inkább kisebb birtokokon gazdálkodó birtokosok lakták. A nemesi családok közül a Bátky, Kollát, Csikó család érdemel említést. Külön ki kell emelni a Bornemissza családot, amely a második világháborúig volt birtokos a faluban. A török támadások következtében a lakosság száma csökkent, 1715-ben csak 9 család lakott a településen.
A 18. század végén Vályi András így ír róla: „BÁTKA. alsó Bátka. Elegyes falu Gömör Vármegyében, birtokosai több Uraságok, határbéli földgye termékeny, de tsekély legelője van, Rimaszombat piatzozásának helye, egy mértföldnyire, fája tűzre kevés, kaposztája, gyümöltsös kertyei jók, második Osztálybéli. Felső Bátka. Magyar falu Gömör Vármegyében, Cziko, és más Uraknak birtokában, lakosai katolikusok, és reformátusok, kies helyen fekszik, középszerű tulajdonságai szerént, második Osztálybéli."
1828-ban Alsóbátka 58 házában 497 lakos élt, akik főként mezőgazdasággal foglalkoztak. Felsőbátkának 19 háza volt 159 lakossal.
A 19. század közepén Fényes Elek eképpen írja le: „Alsó-Bátka, magyar falu, Gömör- és Kis-Honth egyesült vgyékben, ut. p. Rimaszombathoz 1 mfdnyire: 28 kath., 473 ref., 28 evang. lak. Határa nagyobb részt sík és termékeny; rétjei a Balogh mentében jók; tölgyes erdeje derék. Itt számos nemesség lakik. F. u. többen. Felső-Bátka, magyar falu, Gömör- és Kis-Honth egyesült vgyékben, a Balogh vize mellett: 103 kath., 38 ref., 10 evang. lak. Határa hasonlit az Alsó-Bátkaiéhoz. Kastély. F. u. többen. Ut. p. Rimaszombat."
Gömör-Kishont vármegye monográfiájában pedig ezt olvashatjuk róla: „Alsóbátka és Felsőbátka, két község egyesítéséből alakult magyar kisközség, 109 házzal és 491 ev. ref. vallású lakossal. Körjegyzőségi székhely. A XV. században egy község volt, melyet 1411-ben, a mikor a Bátkay család volt az ura, Bathka néven találunk említve. 1427-ben Bakthka, 1466-ban pedig Baathka alakban fordul elő az egykorú oklevelekben. Ez időtájt a Kállay család a birtokosa. Később a gróf de La Motte és a minaji Bornemisza család a község földesura s ez utóbbi ma is egyik birtokosa; kívüle birtokosok még e községben Hevessy Béla és Hoffmann Frigyesné. A Bakosalja dűlőnév az egyik régi birtokosának emlékét tartja fenn. A községben református templom van, melynek építési ideje ismeretlen. Felsőbátkán csinos úrilak és érdekes külsejű nemesi kúria van. Az előbbi új épület, melyet 1895-ben Bornemisza István építtetett; ebben jelenleg Bornemisza Elemér lakik. A másik a Bornemisza család ősi kúriája, melyet a család még a XVII. század elején építtetett; ez most a Bornemisza László alispáné. Ide tartoznak Alsócsuka, Felsőcsuka és Dáromvölgy puszták. A községnek saját postája van, távírója és vasúti állomása pedig Rimaszécs."
A trianoni diktátumig Gömör-Kishont vármegye Feledi járásához tartozott. 1939 és 1945 között újra Magyarország része volt.

## Népessége
| Év:            | 1994. | 2004.    | 2014.   | 2024.   |
| -------------- | ----- | -------- | ------- | ------- |
| Emberek száma: | 840   | 947      | 910     | 822     |
| Eltérés:       |       | +12,73 % | -3,90 % | -9,67 % |

| Év:            | 2023. | 2024.   |
| -------------- | ----- | ------- |
| Emberek száma: | 831   | 822     |
| Eltérés:       |       | -1,08 % |

1880-ban 562 lakosából 541 magyar és 6 szlovák anyanyelvű.
1890-ben Alsóbátkán 383 magyar, Felsőbátkán 144 magyar és 3 szlovák anyanyelvű élt.
1900-ban 491 lakosa mind magyar anyanyelvű.
1910-ben 475 lakosából 467 magyar és 1 szlovák anyanyelvű volt.
1921-ben 406 lakosából 398 magyar és 7 csehszlovák.
1930-ban 468 lakosából 402 magyar és 40 csehszlovák.
1941-ben 480 lakosából 452 magyar és 17 szlovák.
1991-ben 824 lakosából 618 magyar és 153 szlovák.
2001-ben 919 lakosából 664 magyar és 171 szlovák.
2011-ben 968 lakosából 700 magyar, 206 szlovák, 19 cigány és 40 ismeretlen nemzetiségű volt.
2021-ben 849 lakosából 652 (+31) magyar, 140 (+15) szlovák, 37 (+62) cigány, 3 (+1) egyéb és 17 ismeretlen nemzetiségű volt.
| Lakosok száma | 892  | 849  | 822  |
|               | 2017 | 2021 | 2024 |

## Nevezetességei
- Református temploma a 19. század elején épült klasszicista stílusban, 1908-ban átépítették.
- Felsőbátkán áll a Bornemissza család 1895-ben épített neoklasszicista kastélya, sokáig raktárként szolgált, de 2000-ben felújították.
- A községháza előtt álló kopjafa a falu múltjának és a magyar államiság ezredik évfordulójának állít emléket.

## Neves személyek
- Felsőbátkán született 1753-ban Máriássy István királyi tanácsos, alispán.
- Itt született 1835-ben Bényei István színigazgató, újságíró. A „Ludas Matyi" című humoros lap, majd a „Színészek Lapja" folyóiratok szerkesztője.
- Itt született 1931. április 18-án Mács József író, publicista, szerkesztő, műfordító.[10]

## Díszpolgárok
| Avatás éve | Név          |           |
| ---------- | ------------ | --------- |
| 2006       | Mács József  | író       |
| 2017       | Simon Attila | történész |